# Serena Tolino
Serena Tolino (* 12. Februar 1983 in Rom) ist eine italienische Islamwissenschaftlerin.

## Leben
Tolino studierte an der Universität Neapel L’Orientale Sprachen, Geschichte und Kulturen des Mittelmeeres und der islamisch geprägten Länder. Während ihres Studiums verbrachte sie drei Jahre in Kairo. Sie erhielt später ein Stipendium an der Graduiertenschule Gesellschaft und Kultur in Bewegung an der Martin-Luther-Universität Halle-Wittenberg, wo sie 2012 im Rahmen einer Co-tutelle mit der Universität L’Orientale in Neapel zum Thema Homosexualität und homosexuelle Praktiken im islamischen und positiven Recht in Ägypten promovierte. Nach der Promotion wirkte sie an der Universität Zürich als Assistentin im Rahmen eines SNF-Forschungsprojekts. Im Wintersemester 2013/2014 war sie Fellow im Islamic Legal Studies Program an der Harvard University. Von 2016 bis 2020 war sie Juniorprofessorin für Islamwissenschaft in Hamburg. 2017 erwarb sie das Zertifikat für Hochschuldidaktik am Hamburger Zentrum für Universitäres Lehren und Lernen. Seit 2020 ist sie außerordentliche Professorin für Islamwissenschaft in Bern.
Ihre Forschungsschwerpunkte sind islamisches Recht, LGBTQI, Gender und Sexualität in islamisch geprägten Ländern sowie die Geschichte der Sklaverei im Vorderen Orient.

## Kontroverse um Israelkritik und Auflösung des Berner Nahost-Instituts 2024
Im Oktober 2023 geriet Tolino vermehrt in die Kritik einiger Medien, nachdem ein Dozent des von ihr geleiteten Instituts für Studien zum Nahen Osten und zu muslimischen Gesellschaften der Universität Bern, der auch ihr Ehepartner ist, zwei kontroverse Posts auf „X“ abgesetzt hatte. In diesem kommentierte er den Terrorangriff der Hamas auf Israel 2023 und sprach unter anderem vom „besten Geschenk“, das er vor seinem Geburtstag bekommen habe.
In einer Stellungnahme bezeichnete Tolino die Posts des Dozenten als „inopportun“ und fand, dass den Posts „keine antisemitische Intention“ zugrunde liege, was in der Öffentlichkeit zum Teil als mangelnde Distanzierung von ihrem Mitarbeiter kritisiert wurde. Der Dozent wurde fristlos entlassen und die Institutsleiterin vorläufig von ihren Aufgaben entbunden. Zudem leitete die Universität Bern eine „Administrativuntersuchung“ des Instituts ein. Am 1. Februar 2024 beschloss die Universität, das von Tolino geleitete Institut aufzulösen und zu reorganisieren.
Tolino setzte sich in der Vergangenheit selbst aktiv gegen Israel ein. Wie 20 Minuten berichtete, unterschrieb Tolino im Jahr 2016 zusammen mit 167 weiteren italienischen Wissenschaftlern ein Manifest, das die Beendigung der Zusammenarbeit zwischen italienischen und israelischen Universitäten forderte. Insbesondere wurde ein Boykott des Technion in Haifa gefordert, eine der renommiertesten technischen Hochschulen weltweit. Die Kampagne war Teil der breiteren BDS-Bewegung.
Wie die Zeitungen von CH Media berichteten, likte Tolino am Tag des Hamas-Angriffs mehrere Tweets, die nahelegen, dass sie den palästinensischen Widerstand als legitim betrachtet. Auf das „Gefällt-mir“-Herz klickte sie etwa bei einem englischen Kommentar, in dem Parallelen zwischen dem Verteidigungskrieg der Ukrainer gegen Russland und dem Widerstand der Palästinenser gezogen werden. Dabei distanzierte sie sich weder von den Gräueltaten der Terrororganisation, noch differenzierte sie zwischen Hamas-Angriff und palästinensischem Widerstand.

## Schriften (Auswahl)
- Atti omosessuali e omosessualità fra diritto islamico e diritto positivo. Il caso egiziano con alcuni cenni all’esperienza libanese. Neapel 2013, ISBN 978-88-495-2387-4.
- als Herausgeberin mit Almut Höfert und Matthew M. Mesley: Celibate and childless men in power. Ruling eunuchs and bishops in the pre-modern world. London 2018, ISBN 978-1-4724-5340-2.